# Refrolix tralangensis
Refrolix tralangensis är en insektsart som beskrevs av Pieter D. Theron 1984. Refrolix tralangensis ingår i släktet Refrolix och familjen dvärgstritar. Inga underarter finns listade i Catalogue of Life.